# The Tick
The Tick ist eine US-amerikanische Comicserie, deren Hauptfigur 1986 von Ben Edlund als Parodie auf Comic-Superhelden entworfen wurde. Ursprünglich ein Maskottchen für eine Comicladenkette aus Boston, wurde The Tick 1988 eine eigene Comicserie.

## Inhalt
Tick ist ein verrückter Superheld, der aus einer Psychiatrie entflohen ist und anfängt in einer Stadt das Verbrechen zu bekämpfen. Aus Ticks Vergangenheit ist nicht viel bekannt. Er war mal ein verheirateter Mann der besessen davon war herauszufinden, was er am liebsten in der Welt tun würde. Nun verbündet er sich mit einer Reihe skurriler Superhelden um gegen noch skurrilere Superschurken vorzugehen.

## Charaktere
Tick
Nahezu unverletzbarer Superheld im blauen Käfer-Anzug, der „die Stadt“ beschützt. Dennoch kann er Schmerzen spüren.
Arthur
Er hat früher als Bilanzbuchhalter gearbeitet und ist der Sidekick des Superhelden. Er hat keine eigenen Superkräfte, doch er ist sehr mutig und bezieht seine Stärke aus seinem hochentwickelten Motten-Anzug. Arthur ist Jude und hat eine Schwester namens Dot.
Terror
Bösewicht und Widersacher, der mehrfach tödlichen Situationen entkommt. Er ist mindestens 150 Jahre alt.

## Veröffentlichung
Zwischen 1988 und 1993 wurden zwölf Comicbände veröffentlicht, bevor Ben Englund die Reihe einstellte und in der ab 1994 produzierten Zeichentrickserie fortführte.
- The Tick 1, Special Edition, März 1988, limitierte Auflage von 5.000 Exemplaren
- The Tick 1, Juni 1988
- The Tick 2, „High Rise Hijinx“, Special Edition, Juni 1988, limitierte Auflage von 3.000 Exemplaren
- The Tick 2, „High Rise Hijinx“, September 1988
- The Tick 3, „Night of a Million-Zillion Ninja“, Dezember 1988
- The Tick 4, „A Big Fight“, April 1989
- The Tick 5, „Early Morning of a Million Zillion Ninjas“, August 1989
- The Tick 6, „Villains, Inc.“, November 1989
- The Tick 7, „Spoon!“, Februar 1990
- The Tick 8, „A Matter of Cosmic Import….and Other Stories…..“, Juli 1990
- The Tick 9, „Road Trip“, März 1991
- The Tick 10, „Some Obstacles and a Partial Resolution“, Oktober 1991
- The Tick 11, „Two Strange Warm Men and the City of Their Dreams“, August 1992
- The Tick 12, „One Man’s Treasure…is Also Another Man’s Treasure“, Mai 1993

## Adaptionen
The Tick wurde 1994 durch eine gleichnamige Zeichentrickserie auf Fox populär. Begleitend zur Serie entstand im gleichen Jahr ein Computerspiel sowie 1996 ein Brettspiel. In Deutschland kam die Zeichentrickserie ab Oktober 1995 unter dem Titel Der Tick ins Fernsehen. Die Serie wurde sonntäglich um 10:15 Uhr im Rahmen des Kinderprogrammes auf Pro Sieben ausgestrahlt und bis 2004 mehrfach auf anderen Sendern wiederholt.
2001 entstand eine kurzlebige Live-Action-TV-Serie mit Patrick Warburton in der Hauptrolle. Produziert wurde die Serie von Barry Josephson.
Seit 2016 wird unter Mitwirkung von Ben Edlund die Fernsehserie The Tick produziert, die als Video-on-Demand-Angebot veröffentlicht wird. In den Hauptrollen sind Peter Serafinowicz als Tick und Griffin Newman als sein Helfer Arthur zu sehen.